# Plaza Lavalle
Plaza Lavalle (Piazza Lavalle) è una delle piazze principali di Buenos Aires, capitale dell'Argentina.

## Posizione
La piazza si trova nel barrio di San Nicolás, ad eccezione del suo margine settentrionale, che fa parte del barrio del Retiro, ha la forma di un rettangolo allungato con asse sud-nord. È circondata da Calle Lavalle (a sud), Avenida Córdoba (a nord), Calle Talcahuano (a ovest) e Calle Libertad (a est). La sua superficie è di oltre 40.000 metri quadrati (4 ettari). Nell'area circostante la piazza si trovano diversi luoghi di interesse storico, amministrativo e culturale della città. Plaza Lavalle è attraversata da est a ovest da due strade principali: Calle Viamonte a nord e Calle Tucumán a sud.

## Storia
Anticamente, nel XVIII secolo, il sito sorgeva in una landa desolata dove c'era una laguna. Uno dei corsi d'acqua della città, l'Arroyo Tercero del Medio, la attraversava. Il suo letto seguiva Calle Libertad e proseguiva il suo corso a est in Calle Viamonte. Per attraversarlo vi fu costruito un ponte. Dopo l'indipendenza nel 1822, vi fu istituito un parco di artiglieria, con una fabbrica di armi e un deposito di polveri. Questo parco fu il teatro principale della Rivoluzione del Parco, nel luglio del 1890, nella quale si scontrarono gli oppositori dell'amministrazione del presidente Miguel Juárez Celman.

## Descrizione

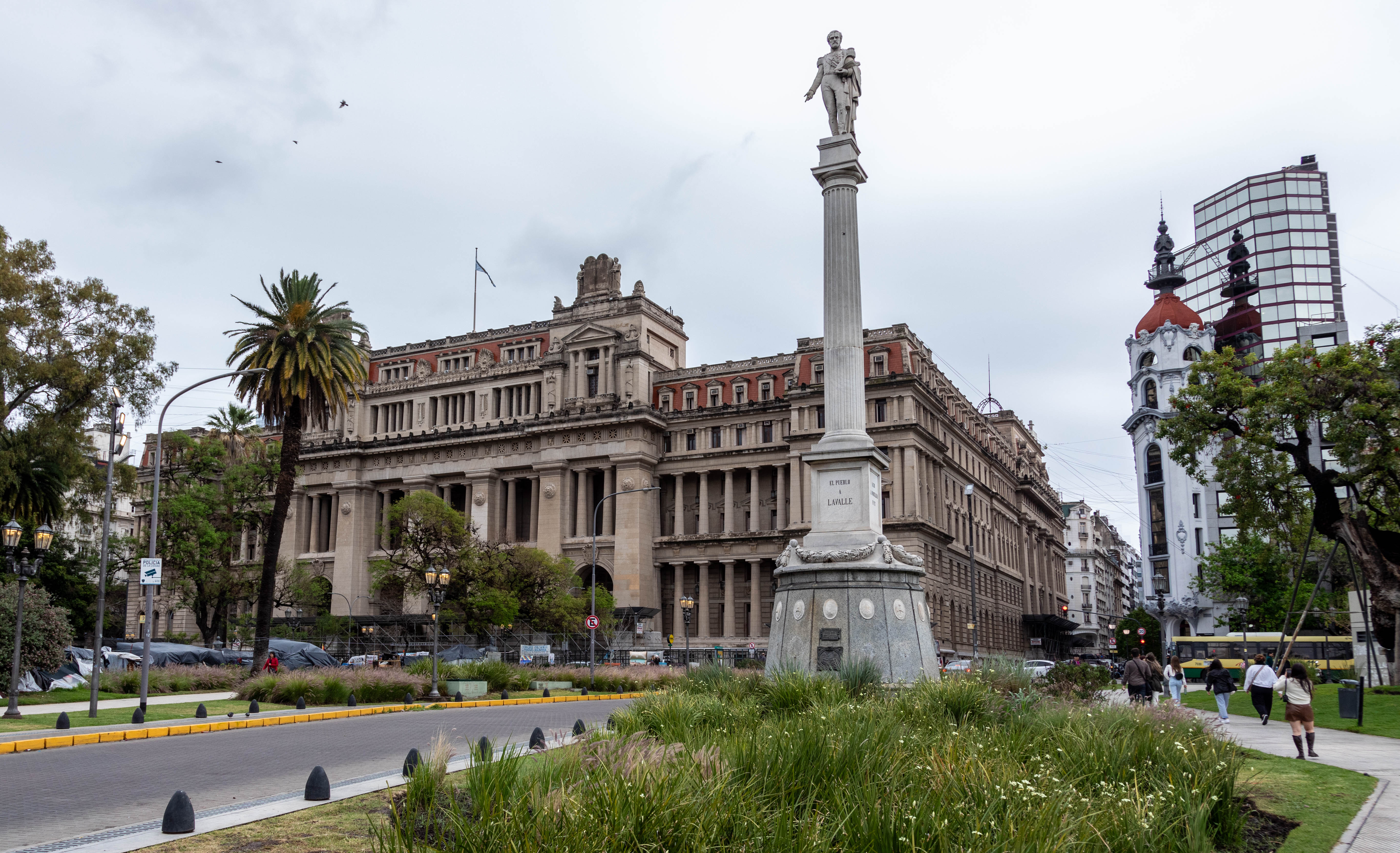
Scorcio della piazza con il Palazzo di Giustizia e la Colonna a Lavalle

Sulla piazza sono presenti diverse statue e monumenti oltre ad alberi secolari. Tra i monumenti presenti ce n'è uno in onore di Juan Lavalle e altri, uno dei quali fu costruito in memoria delle vittime dell'incidente aereo del 1971 che costò la vita a diverse ballerine del Teatro Colon. Tra gli alberi secolari vi è un agathis australianus di oltre 120 anni e un Ceibo de Jujuy piantato nel 1878 dall'intendente comunale Torcuato de Alvear.
Sul terreno dell'ex parco dell'artiglieria, di fronte a Plaza Lavalle (a sud-ovest), si trova il Palazzo di Giustizia (Palacio de Justicia de la Nación). Questo grande edificio che copre un intero isolato (un ettaro) è la sede della magistratura argentina e della Corte suprema di giustizia. L'opera era un progetto dell'architetto Norbert Maillart, autore anche del Colegio Nacional de Buenos Aires. L'edificio fu inaugurato nel 1942.
Di fronte alla piazza, ma sul lato opposto (est), si trova l'ingresso principale del Teatro Colón, uno dei palcoscenici lirici più importanti del mondo. La sua costruzione iniziò nel 1889, su progetto di Vittorio Meano. Fu inaugurato il 25 maggio 1908. La sala principale ha una capienza di 2.478 spettatori ed è composta da sette piani. L'edificio occupa non meno di 6.000 m².

## Metropolitana
La stazione Tribunales della linea  si trova all'incrocio tra Calle Tucumán e Calle Talcahuano, a due passi dalla Corte suprema.